# Kabi Vitrum
Kabi Vitrum war der Name eines von 1972 bis 1990 existierenden schwedischen Pharmaunternehmens, das sich Ende der 1980er Jahre durch Erwerb der J. Pfrimmer Pharmazeutische Werke Erlangen in Deutschland etablierte. Der Name Kabi gelangte nach mehreren Firmenfusionen in den Besitz des Fresenius-Konzerns und ist heute Bestandteil des Namens der Firma Fresenius Kabi.

## Eigentümer
Kabi wurde 1931 in Malmö unter dem Namen Kärnbolaget Aktiebolag Biokemisk Industri gegründet, der Name wurde 1951 in Kabi geändert. 1972 fusionierten Kabi und Vitrum zur Kabi Vitrum. Im Jahr 1990 kaufte der Eigentümer von Kabi Vitrum, das schwedische Staatsunternehmen Procordia, Anteile am schwedischen Pharmakonzern Pharmacia. In diesem Zusammenhang wurde die Firma Kabi Pharmacia gegründet. Im Jahr 1995 wurde Pharmacia vom US-amerikanischen Pharmakonzern Upjohn gekauft und zur Pharmacia & Upjohn fusioniert. 1998 erwarb Fresenius das internationale Infusionsgeschäft von Pharmacia & Upjohn.
Durch Verschmelzung mit dem Fresenius Unternehmensbereich Pharma entstand zum 1. Januar 1999 die Firma Fresenius Kabi (Ernährungs- und Infusionstherapie).

## Aktivitäten in Deutschland
In Deutschland war Kabi seit 1958 durch die Tochterfirma Deutsche Kabi GmbH (ab 1980 Deutsche KabiVitrum GmbH) mit Sitz in München und ab 1991 in Freiburg (Breisgau) vertreten. Ab Dezember 1988 beteiligte sich Kabi Vitrum an dem 1919 gegründeten Hersteller von Infusionslösungen und künstlicher Ernährung, Pfrimmer & Co. Pharmazeutische Werke Erlangen, übernahm die Firma vollständig im Jahr 1991 und verkaufte noch im selben Jahr die ehemalige Diätetik-Sparte von Pfrimmer an den niederländischen Ernährungskonzern Nutricia. 1998 gelangte Fresenius über Pharmacia & Upjohn in den Besitz der ehemaligen Infusionssparte von Pfrimmer.